# Національний парк Едігьоллер
Національний парк Едігьоллер, або Національний парк «Сім озер» (тур. Yedigöller Millî Parkı; англ. Yedigeller National Park) знаходиться на півночі іла Болу, в західному регіоні Чорного моря і займає площу 550 га. Едігьоллер є одним із перших національних парків Туреччини, оголошений заповідною зоною в 1965 р.
Парк відомий своїми сімома озерами, розташованими серед красивої місцевості одиноких лісів, які живляться від потоків гірських річок, утворюючи скарб незайманої природи з берегами, які є прихистком деяким видам ссавців і птахів.
Наприкінці жовтня природа оздоблює листя дерев парку в червоні, жовті, помаранчеві, коричневі, зелені кольори, чим створює чудове видовище. Тихий і спокійний характер парку, простори і красиві пейзажі, різні форми рельєфу, водоспади, пішохідні доріжки і дерева з різнокольоровими листками викликають змішані почуття в людині: здивування, радість, щастя.
З флори і фауни серед іншого варто відзначити велику кількість риби, що живе в озерах, і диких оленів, яких при бажанні і терпінні можна побачити в цій лісовій місцевості.
На території парку є комфортні бунгало з камінами, в яких відвідувачі можуть зупинитися на пікнік.
Національний парк Едігьоллер є одним з улюблених місць в Туреччині для фотографів і любителів природи. 

## Фотогалерея парку

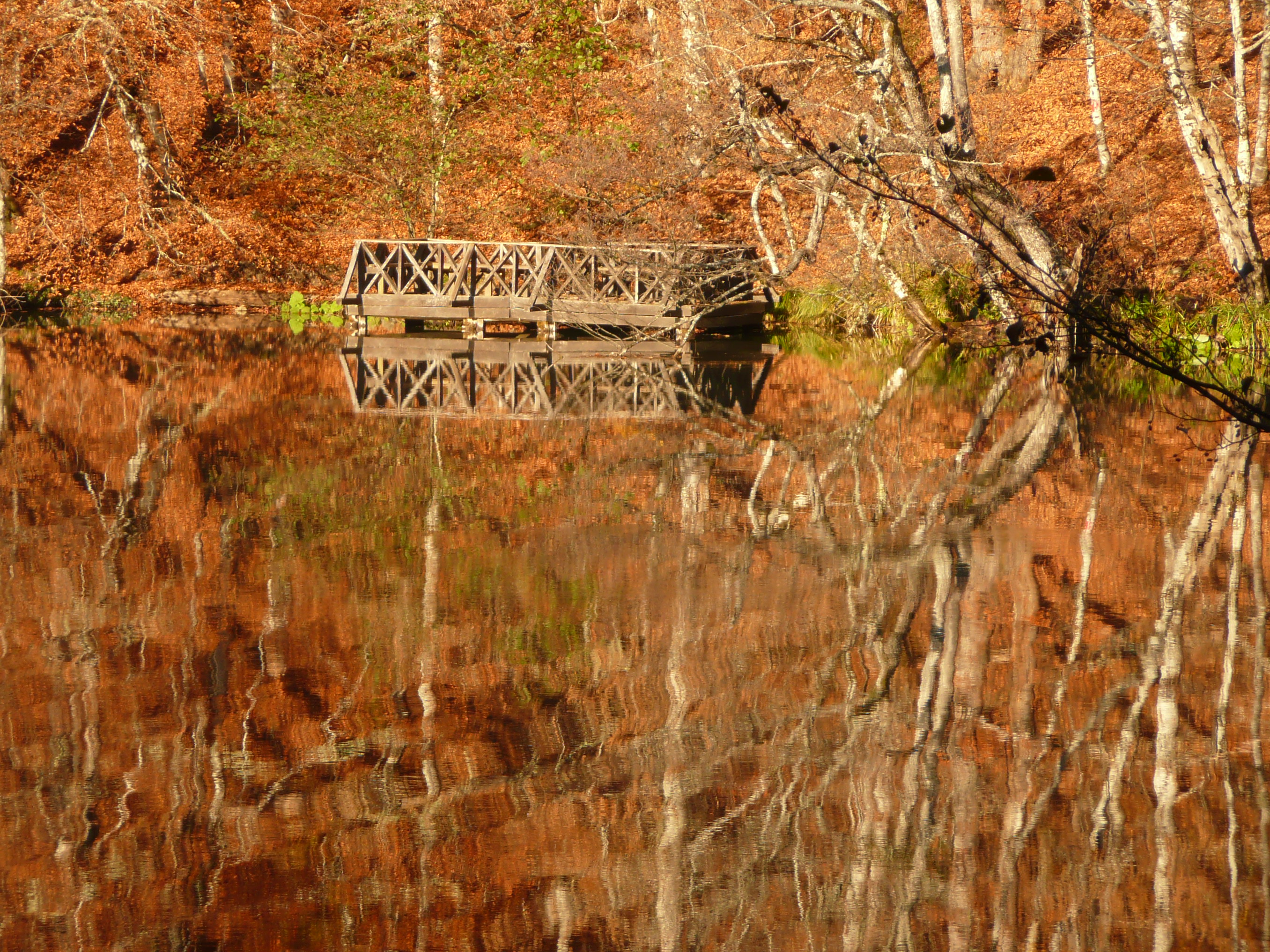
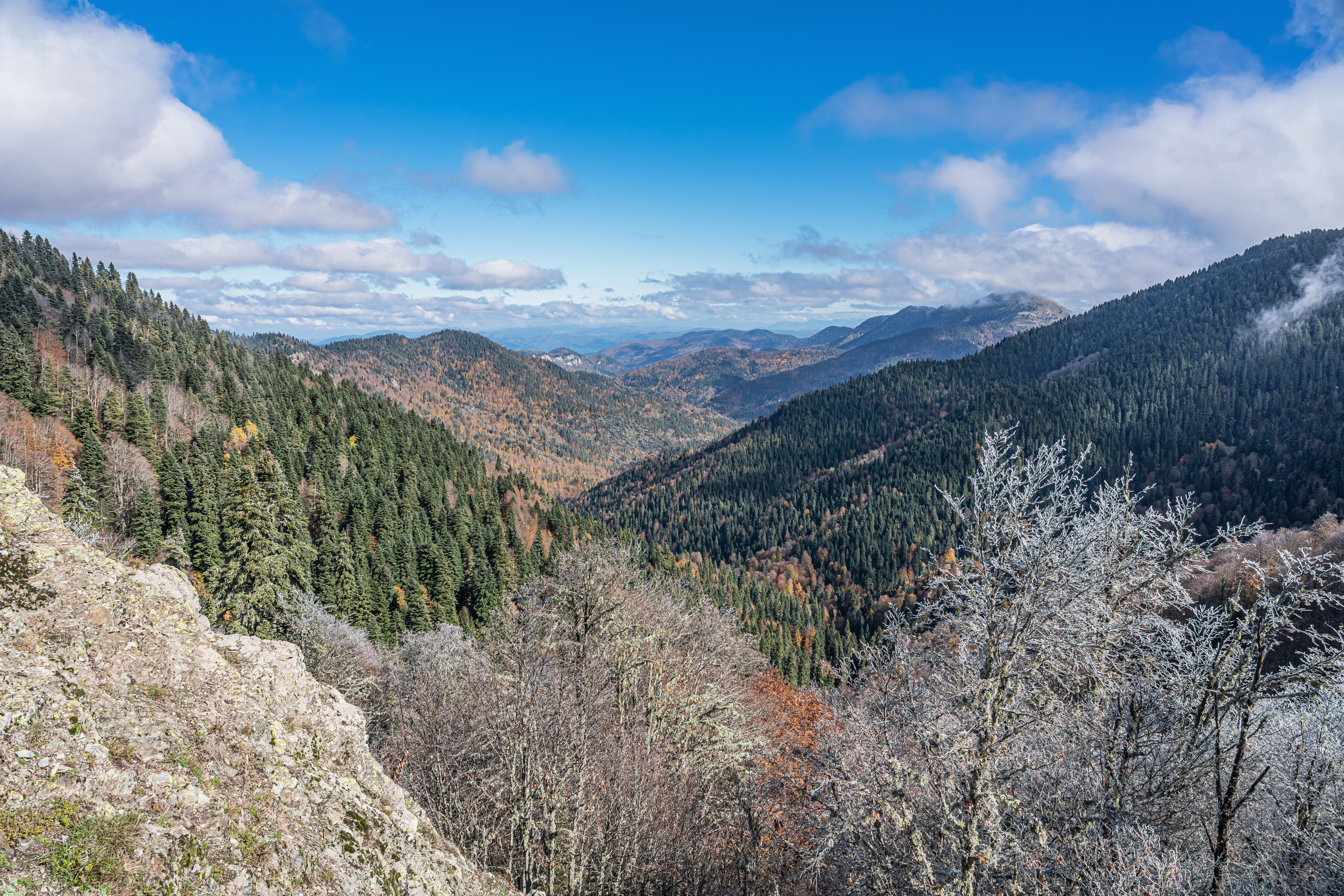
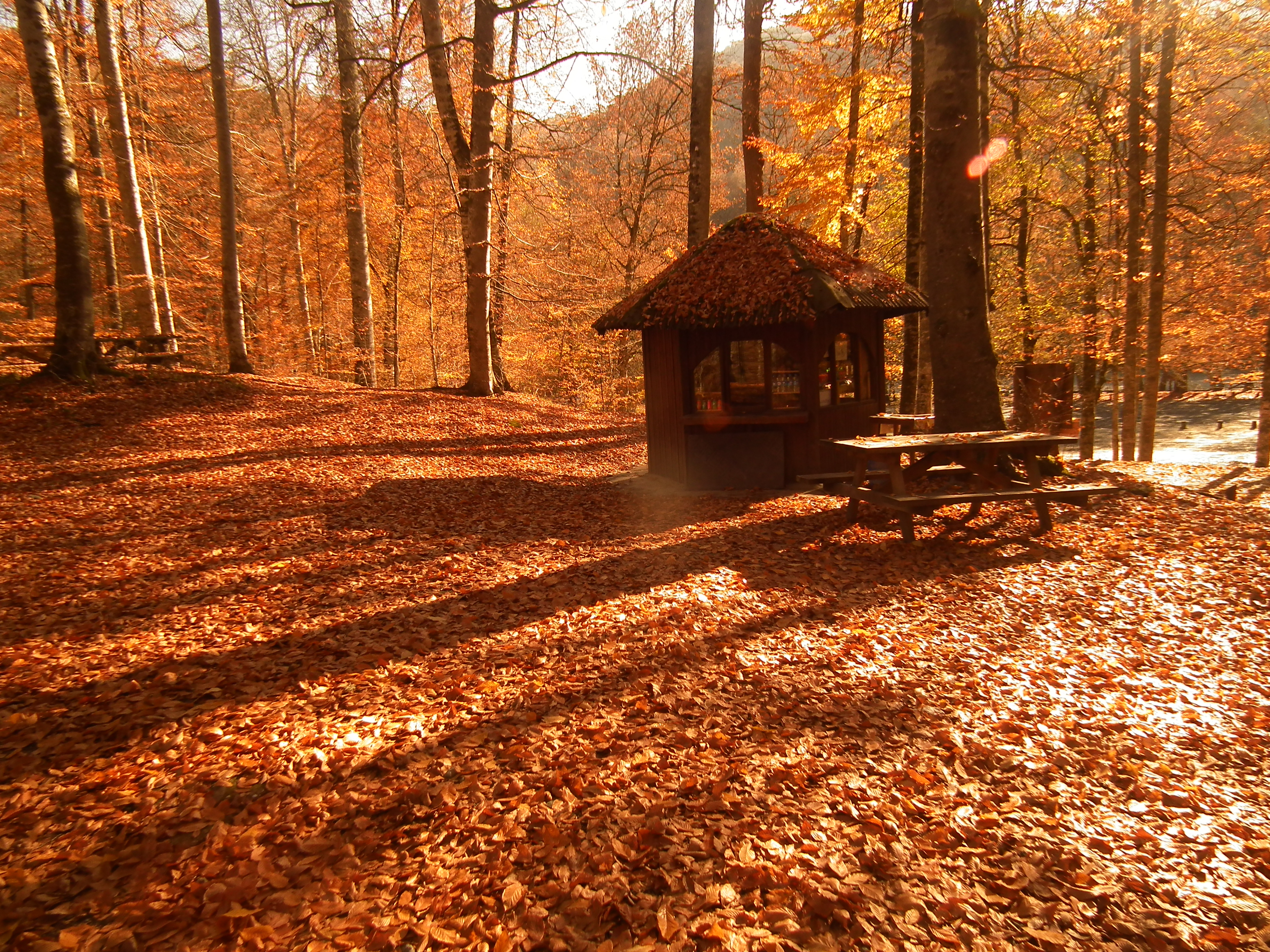
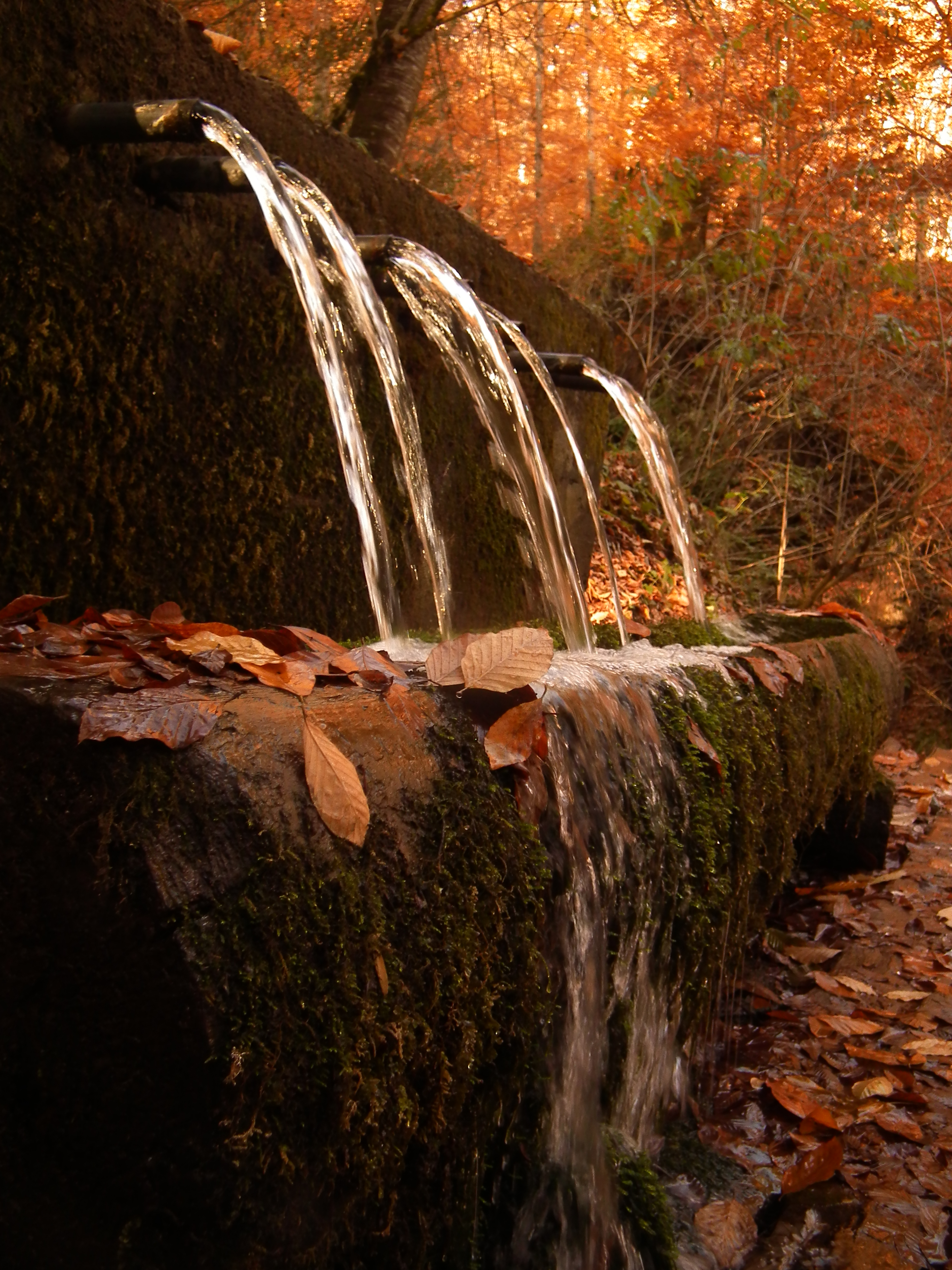
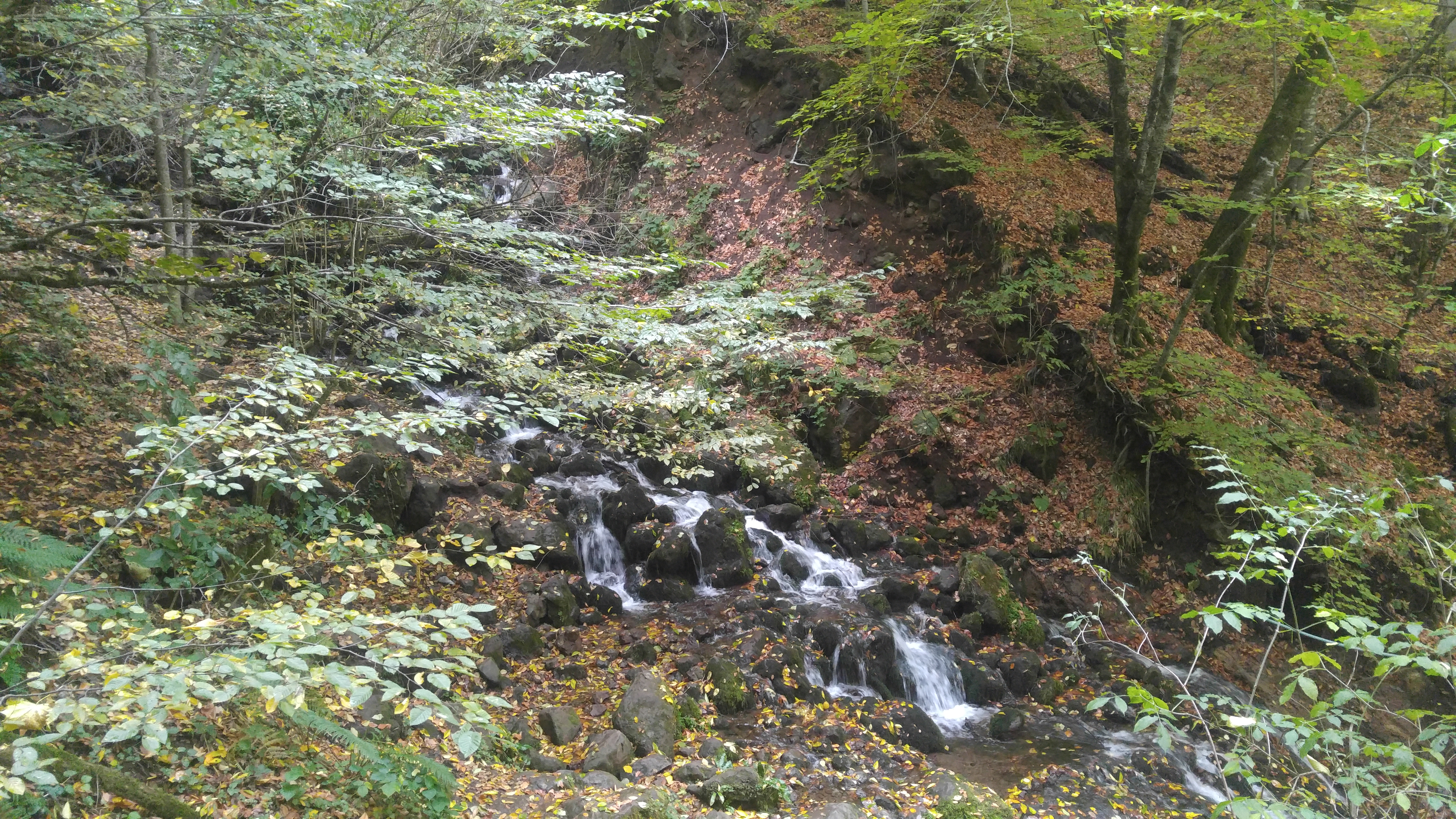

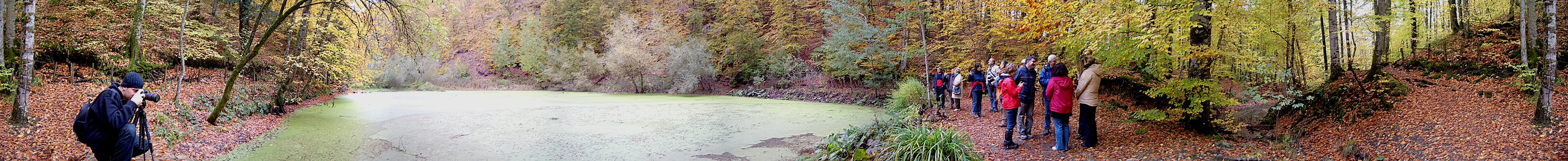

## Ресурси Інтернету
- Национальный парк Едигёллер
- ЕДИГЁЛЛЕР НАЦИОНАЛЬНЫЙ ПАРК